# Leskea haplohymenium
Leskea haplohymenium là một loài Rêu trong họ Leskeaceae. Loài này được (Harv. & Hook. f.) Mitt. mô tả khoa học đầu tiên năm 1859.